# My Own Peculiar Way
My Own Peculiar Way è il nono album in studio del cantante di musica country statunitense Willie Nelson, pubblicato nel 1969.

## Tracce
Tutti i brani sono di Willie Nelson, eccetto dove indicato.
1. My Own Peculiar Way
2. I Walk Alone (Herbert Wilson)
3. Any Old Arms Won't Do (Hank Cochran, Nelson)
4. I Just Don't Understand
5. I Just Dropped By
6. Local Memory
7. That's All
8. I Let My Mind Wander
9. Natural to Be Gone (John Hartford)
10. Love Has a Mind of Its Own (Dallas Frazier)
11. Message
12. It Will Come to Pass (Don Baird)